# Caer

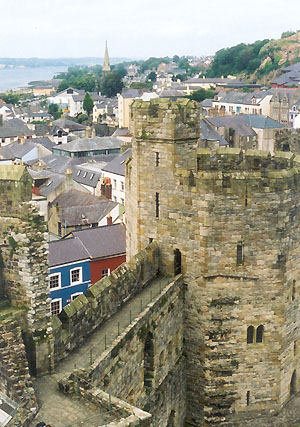
Il castello di Caernarfon, il cui nome in gallese significa "la fortezza nell'Arfon"

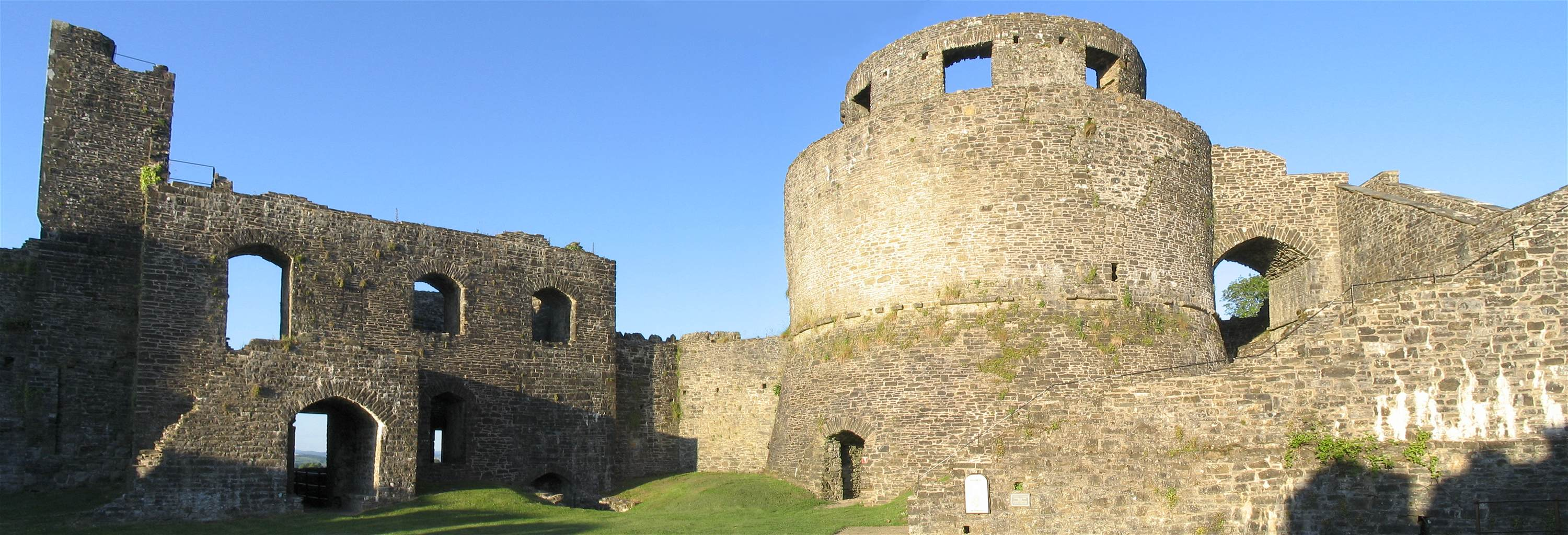
Dinefwr Castle, XII secolo

In gallese, caer significa "fortezza, forte, cittadella, castello" (più in generale "luogo fortificato").
Parecchi nomi di città sono formati con la parola caer utilizzato come prefisso, essendo in ciò perfettamente equivalente ai suffissi inglesi -caster, -cester e -chester presenti nei toponimi.
La parola inglese deriva dal latino castrum "luogo fortificato" (essa era utilizzata al plurale castra con il significato di "accampamento militare" e al singolare castrum con il significato di "castello", castell in gallese.
La stessa parola caer deriva dalla parola brittonica *kagro-, come pure ne deriva la parola cae (voce in gallese moderno per "campo", cioè un appezzamento di terra recintato).
Caer è il nome in gallese della città di Chester, ubicata nell'Inghilterra nordoccidentale.

## Galles
Esempi di nomi di luogo gallesi in cui è presente il prefisso caer sono:
- Caerdydd (in origine: Caerdyf) - fortezza del (fiume) Taf;
- Caergybi - fortezza di (San) Cybi;
- Caernarfon - fortezza nell'Arfon;
- Caerffili - fortezza di Ffilli;
- Caerwent - fortezza di Gwent.

## Inghilterra
Esempi dell'utilizzo del gallese caer in esonimi gallesi di città inglesi:
- Caerfuddai - Chichester;
- Caergaint - Canterbury;
- Caergrawnt - Cambridge;
- Caerhirfryn - Lancaster;
- Caerliwelydd - Carlisle;
- Caerloyw - Gloucester;
- Caerlwytgoed - Lichfield;
- Caerlŷr - Leicester;
- Caersallog - Salisbury;
- Caerwrangon - Worcester;
- Caerwynt - Winchester;
- Caerwysg - Exeter.

## Scozia
La Scozia meridionale presenta numerosi toponimi in cui il prefisso caer è presente; tale prefisso è un residuo dei regni dell'Hen Ogledd. Alcuni esempi sono i seguenti:
- Carriden: forte di Eidyn. Falkirk
- Caerlaverock: forte di Llywarch. Dumfriesshire
- Cramond: Caer Almond, forte sul fiume Almond. Edimburgo
- Caerlanrig: forte nella radura. Roxburghshire
- Carfrae: forte sul pendio. East Lothian e Berwickshire
- Cardrona: forte di Ronan. Peeblesshire